# Flagenium farafanganense
Flagenium farafanganense är en måreväxtart som beskrevs av Markus Ruhsam och Aaron Paul Davis. Flagenium farafanganense ingår i släktet Flagenium och familjen måreväxter. Inga underarter finns listade i Catalogue of Life.